# Rudy Rogiers
Rudy Rogiers (né le 17 février 1961 à Wetteren) est un coureur cycliste belge. Professionnel de 1983 à 1992, il a notamment été médaillé d'argent du championnat du monde sur route amateurs en 1981 et deuxième de Paris-Roubaix 1984.

## Palmarès

### Palmarès amateur
- 1981
  - 2e étape des Deux Jours du Gaverstreek
  -  Médaillé d'argent du championnat du monde sur route amateurs
  - 2e de l'Internatie Reningelst
- 1982
  - Tour de Belgique amateurs
  - Paris-Roubaix amateurs
  - 3eb étape du Tour du Hainaut occidental
  - 2e de Paris-Vailly
  - 2e du championnat de Belgique sur route amateurs
  - 2e du Circuit Het Volk amateurs

### Palmarès professionnel
- 1984
  - 2e de Paris-Roubaix
  - 2e du Circuit de la Vallée de la Lys
  - 9e du Tour des Flandres
- 1985
  - 2e étape des Quatre Jours de Dunkerque
- 1986
  - 2e du Grand Prix de Plumelec
- 1989
  - 2e du Circuit des Frontières

## Résultats sur les grands tours

### Tour de France
- 1983 : 67e
- 1984 : hors-délais à la 18e étape
- 1985 : 70e
- 1986 : 104e

### Tour d'Italie
- 1992 : 123e

### Tour d'Espagne
- 1990 : 104e